# リーグ・オブ・レジェンド:ワイルドリフト
『リーグ・オブ・レジェンド:ワイルドリフト』（英語：League of Legends: Wild Rift）は、ライアットゲームズが開発し、Android、iOSおよびiPadOS向けに配信されている基本プレイ無料のマルチプレイヤーオンラインバトルアリーナ（MOBA）。略称は、『LoL:ワイルドリフト』、『ワイルドリフト』、『ワイリフ』。『リーグ・オブ・レジェンド』のモバイル版として2020年10月27日にリリースされた。

## 概要
本作は、3次元等角ゲームグラフィックスが用いられたマルチプレイヤーオンラインバトルアリーナゲームである。
ゲーム内容は『リーグ・オブ・レジェンド』（PC版）と変わらず、「チャンピオン」と呼ばれるキャラクターを操作し、敵の「ネクサス」の破壊を目指す。また、モバイル端末に適合させるため、チャンピオンの性能やゲームマップなどが1から作り直されている。PC版と比べ、ゲームマップが縮小され、ネクサスを守る「タワー」の数が減っており、リスポーン時間が短くなっている。これにより、1試合の平均試合時間がPC版で30分～35分かかっていたところ、本作では15分～20分でプレイできる。

## ゲームモード

### メインモード

#### 対人戦
プレイヤーが5対5で対戦するモード。5つの役割がそれぞれ割り当てられる。ブラインドピック方式でチャンピオンを選択する。

#### ランク戦
対人戦と同様にプレイヤーが5体5で対戦するモード。勝敗によって増減する「ランクマーク」を集め、上位ティアを目指す。現在11のランクティアがあり、低い順にアイアン、ブロンズ、シルバー、ゴールド、プラチナ、エメラルド、ダイヤモンド、マスター、グランドマスター、チャレンジャー、ソブリンがある。

### 冒険モード

#### AI戦
プレイヤー5人が全員味方となり、CPUと対戦するモード。通常の対戦ルールで行われる。

#### ランダムミッド（オールランダム・オールミッド）
プレイヤー数は対人戦と変わらないが、チャンピオンがランダムで選択される。通常では3つのレーンが使用されるが、1つのレーンのみで対戦する。また、アイテムやサモナースペルなどに制限がかけられている。

## 開発
2015年にテンセントがライアットゲームズを完全子会社化した後、モバイル版『リーグ・オブ・レジェンド』の開発を依頼したが、技術的に再現不可能だと断られた。テンセントはこれを受けて、独自でモバイルMOBA『Honor of Kings』（国際版として『アリーナ・オブ・ヴァラー』）を開発した。前述のゲームがリリースされてから両社の関係に亀裂が生じ、テンセントが『アリーナ・オブ・ヴァラー』とそのeスポーツ大会の宣伝に『リーグ・オブ・レジェンド』の著名な選手を起用したことでより関係が悪化した。ライアットゲームズ側は、『アリーナ・オブ・ヴァラー』が『リーグ・オブ・レジェンド』の模倣であると訴え、『アリーナ・オブ・ヴァラー』のマーケティング活動が2ヶ月間停止された。また、ライアットゲームズにすべてのマーケティング計画を審査する権利、特定の著名選手の起用に関する拒否権を与えるよう求められた。
最終的にライアットゲームズがモバイルMOBA市場の可能性を認め、モバイル版『リーグ・オブ・レジェンド』の開発に取り掛かった。テンセントは、2019年にヨーロッパと北アメリカでの『アリーナ・オブ・ヴァラー』のマーケティング計画を一時的に中止し、数か月後にライアットゲームズが『リーグ・オブ・レジェンド:ワイルドリフト』を発表できるよう機会を設けた。
2019年10月15日、『リーグ・オブ・レジェンド』の10周年記念イベントで『リーグ・オブ・レジェンド:ワイルドリフト』が発表される。

### リリース
2020年6月、ブラジルとフィリピンで限定的なアルファテストが実施された。
2020年9月16日、東南アジアの一部地域でクローズドベータテストが実施され、段階を分けて対象地域を追加すると報じた。10月8日、韓国と日本が対象地域に追加された。
2020年10月27日（日本時間10月28日）、インドネシア、韓国、シンガポール、タイ、日本、フィリピン、マレーシアを対象にオープンベータテストを実施。12月7日には、オセアニア、台湾、ベトナム。12月10日には、北アフリカ、中東、トルコ、ロシアおよびCIS、ヨーロッパ。2021年3月29日にアメリカ州が対象地域に追加された。
中国では、2021年2月に国家新聞出版署の認可を取得し、9月15日からオープンベータテストが実施された。

## 評価
本作は、ビデオゲーム批評家から高い評価を受けている。レビュー集計サイトMetacriticでは、7件のレビューが掲載され、平均89点（100点満点）のスコアを獲得した。Polygonのキャス・マーシャルは「『リーグ・オブ・レジェンド』に苦手意識を持つ人にとって素晴らしい代替案になる」と述べた。PCMagのジョーダン・マイナーは、五つ星のうち四つ星を付け「完成度の高いモバイル版」と評価した。また、アートワークや性能の低い端末でも動作する点も高く評価した。ワシントン・ポストのシャノン・リャオは、『リーグ・オブ・レジェンド』より「はるかに初心者向けである」と述べたが、チュートリアルを充実させるべきだと述べている。ザ・ヴァージのアンドルー・ウェブスターは「『リーグ・オブ・レジェンド』のような複雑なゲームプレイとは対照的に、新規プレイヤーが親しみやすいパッケージになっている」と述べた。
ゲーム操作について、攻撃に使用されるタッチスクリーン操作は「問題なくプレイ可能」で「直感的」と評価された一方、移動に使用される仮想ジョイスティックについて「使えはするが、他の仮想ジョイスティックと同様に時折反応が悪い」と評価された。
第25回D.I.C.E. Awardsにおいて、年間最優秀モバイルゲームにノミネートされた。